# Mitja Petkovšek
Mitja Petkovšek (Liubliana, Eslovenia, 3 de febrero de 1977) es un gimnasta artístico esloveno, especialista en la prueba de barras paralelas, con la que ha sido campeón del mundo en 2005 y 2007.

## Carrera deportiva
En el Mundial celebrado en Debrecen (Hungría) en 2002 gana la plata en barras paralelas, tras el chino Li Xiaopeng y por delante del bielorruso Alexei Sinkevich.
En el Mundial de Melbourne 2005, oro en paralelas, delante de nuevo del chino Li Xiaopeng, y del francés Yann Cucherat (bronce).
Y en el Mundial de Stuttgart 2007 vuelve a ganar el oro en paralelas, esta vez empatado con el surcoreano Kim Dae-eun, ambos por delante del uzbeko Anton Fokin.